# روجير بلينك
روجير بلينك (بالهولندية: Rogier Blink)‏ هو مجدف هولندي، ولد في 13 يناير 1982 في خرونينغن في هولندا.

## وصلات خارجية
- روجير بلينك على موقع الاتحاد الدولي للتجديف (الإنجليزية)
- روجير بلينك على موقع اللجنة الأولمبية الدولية (الإنجليزية)
- روجير بلينك على موقع أوليمبيديا (الإنجليزية)